# Jezersko, Kežmarok
Jezersko este o comună slovacă, aflată în districtul Kežmarok din regiunea Prešov. Localitatea se află la altitudinea de 770 m deasupra n.m., se întinde pe o suprafață de 7,76 km2 și numără 104 locuitori. 

## Istoric
Localitatea Jezersko este atestată documentar din 1611.

## Demografie
| An:                | 1994 | 2004    | 2014   | 2024    |
| ------------------ | ---- | ------- | ------ | ------- |
| Număr de persoane: | 102  | 118     | 111    | 74      |
| Diferență:         |      | +15,68% | −5,93% | −33,33% |

| An:                | 2023 | 2024   |
| ------------------ | ---- | ------ |
| Număr de persoane: | 73   | 74     |
| Diferență:         |      | +1,36% |